# BVA Cup 2013 (maschile)
La BVA Cup 2013, 6ª edizione della omonima competizione di pallavolo maschile, si è svolta dal 4 al 6 ottobre 2013: al torneo hanno partecipato tre squadre di club afferenti alla BVA e la vittoria finale è andata per la seconda volta al Fenerbahçe.

## Regolamento

### Formula
La formula ha previsto un girone all'italiana.

### Criteri di classifica
Sono stati assegnati 2 punti alla squadra vincente e 1 a quella sconfitta.
L'ordine del posizionamento in classifica è stato definito in base a:
- Punti;
- Ratio dei set vinti/persi;
- Ratio dei punti realizzati/subiti;
- Risultati degli scontri diretti.

## Squadre partecipanti
- Studenti Tirana
- Vojvodina
- Fenerbahçe

## Torneo

### Risultati
| 4 ottobre 2013 Palazzetto dello sport Asllan Rusi, Tirana Durata: ? - Spettatori: ? | Studenti Tirana | 0 - 3 | Fenerbahçe | 17-25, 11-25, 16-25               |
| 5 ottobre 2013 Palazzetto dello sport Asllan Rusi, Tirana Durata: ? - Spettatori: ? | Fenerbahçe      | 3 - 0 | Vojvodina  | 25-12, 25-13, 25-20               |
| 6 ottobre 2013 Palazzetto dello sport Asllan Rusi, Tirana Durata: ? - Spettatori: ? | Studenti Tirana | 3 - 2 | Vojvodina  | 25-20, 20-25, 15-25, 25-21, 16-14 |

### Classifica
| Pos. | Squadra         | Pt | G | V | P | SV | SP | Ratio | PF  | PS  | Ratio |
| ---- | --------------- | -- | - | - | - | -- | -- | ----- | --- | --- | ----- |
| 1.   | Fenerbahçe      | 6  | 2 | 2 | 0 | 6  | 0  | MAX   | 150 | 89  | 1,685 |
| 2.   | Studenti Tirana | 2  | 2 | 1 | 1 | 3  | 5  | 0,600 | 145 | 180 | 0,805 |
| 3.   | Vojvodina       | 1  | 2 | 0 | 2 | 2  | 6  | 0,333 | 150 | 176 | 0,852 |

## Classifica finale
| Pos | Squadra         | Qualificazione        |
| --- | --------------- | --------------------- |
|     | Fenerbahçe      | Challenge Cup 2013-14 |
| 2   | Studenti Tirana |                       |
| 3   | Vojvodina       |                       |